# Nonhigny
Nonhigny település Franciaországban, Meurthe-et-Moselle megyében. Lakosainak száma 134 fő (2022. január 1.). Nonhigny Halloville, Harbouey, Montreux és Parux községekkel határos.

## Népesség
A település népességének változása:
| Lakosok száma | 157  | 123  | 104  | 105  | 132  | 131  | 122  | 127  | 121  | 134  |
|               | 1968 | 1982 | 1990 | 2006 | 2013 | 2015 | 2017 | 2019 | 2020 | 2022 |